# المعزبة (المشنة)

تعديل مصدري - تعديل

المعزبة هي إحدى قرى عزلة الحوج العدنى بمديرية المشنة التابعة لمحافظة إب، بلغ تعداد سكانها 446 نسمة حسب تعداد اليمن لعام 2004.